# بانوتسه ناد ببراوو
بانوتسه ناد ببراوو (به آلمانی: Banowitz) یک شهرک با جمعیت ۲۰٬۶۳۹ نفر که در Bánovce nad Bebravou District، اسلواکی واقع شده‌است.